# 巴拉诺-迪斯基亚
巴拉诺-迪斯基亚（義大利語：Barano d'Ischia），是意大利坎帕尼亞大區那不勒斯廣域市的一个市镇。总面积11平方公里，2009年人口10,007人，人口密度909.7人/平方公里。ISTAT代码为063007。